# Eosentomon thibaudi
Eosentomon thibaudi är en urinsektsart som beskrevs av Josef Nosek 1978. Eosentomon thibaudi ingår i släktet Eosentomon och familjen trakétrevfotingar. Inga underarter finns listade i Catalogue of Life.